# Aymeric Laporte
Aymeric Jean Louis Gerard Alphonse Laporte (Agen, Francuska, 27. svibnja 1994.) španjolsko-francuski je nogometaš. Igra na poziciji središnjega braniča za saudijski Al Nassr. Bio je francuski mladi reprezentativac. Od lipnja 2021. godine igra za španjolsku reprezentaciju.

## Klupska karijera
Aymeric Laporte, čiji su djed i baka Baski, rođen je u Agenu u jugozapadnoj Francuskoj. Igrao je u lokalnom klubu SU Agen od svoje 6. do 15. godine. Nakon samo jedne sezone u klubu Bayonne, preselio se u omladinsku akademiju Athletic Bilbaa te je igrao za Athelticov filijalni klub CD Basconia i Athelticovu B momčadi. Za seniorsku momčad Atheltica debitirao je u utakmici skupine UEFA Europske lige protiv izraelskog kluba Hapoel Ironi Kiryat Shmona. Njegov debi u La Ligi uslijedio je 9. prosinca 2012. kada je Celta Vigo izgubila 1:0. 
Laporte je također igrao pod novim trenerom Ernestom Valverdeom, ponekad čak i kao lijevi bek.
Krajem siječnja 2018. Laporte je prešao u Manchester City za 70 milijuna eura. S Manchester Cityjem pet puta je osvojio Premier ligu.
Dana 24. kolovoza 2023. Laporte je prešao u saudijski klub Al Nassr FC s kojim je potpisao ugovor do 30. lipnja 2026. godine.

## Reprezentativna karijera
Laporte je igrao za selekcije Francuske do 17, 18 i 19 godina prije nego što je zaigrao za francusku reprezentaciju do 21 godine 13. kolovoza 2013. u remiju bez golova protiv Njemačke u Freiburgu, kada je u 84. minuti ušao kao zamjena umjesto Valentina Eysserica. 
Dobio je španjolsko državljanstvo u svibnju 2021. i od tada ima pravo igranja za španjolsku reprezentaciju. U lipnju 2021. debitirao je za selekciju u prijateljskoj utakmici protiv Portugala. Uvršten je u španjolsku reprezentaciju za Europsko prvenstvo 2020., Svjetsko prvenstvo 2022. i Europsko prvenstvo 2024.